# Armoire de fer (Archives nationales)
Pour les articles homonymes, voir Armoire de fer (homonymie).
L'armoire de fer est un coffre conservé au cœur des « grands dépôts » des Archives nationales françaises et qui abrite certains documents particulièrement précieux pour l'histoire nationale française.

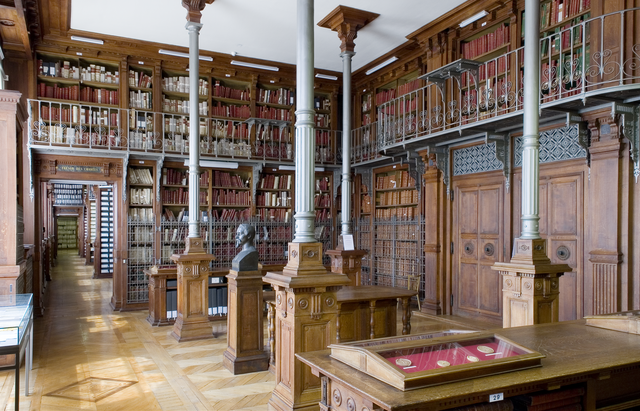
La salle des Grands dépôts, où se trouve l'armoire de fer.

## Historique

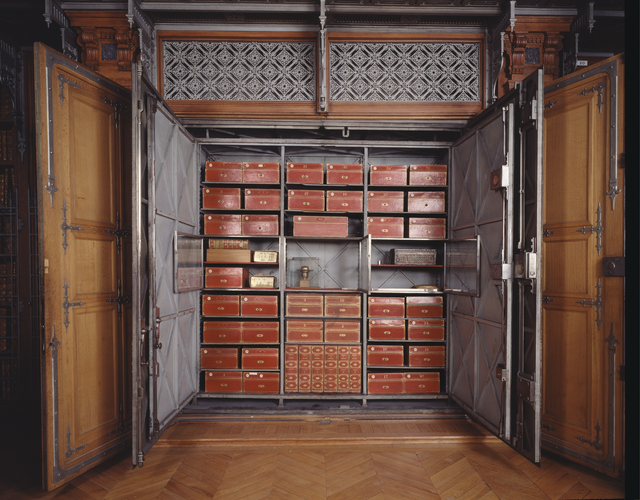
L'armoire de fer ouverte.

L’armoire de fer a été réalisée par le serrurier Maguerit en 1790-1791, à la demande de l’Assemblée nationale, pour abriter les planches à assignats puis les documents essentiels produits par le nouveau régime (constitutions, minutes des lois et décrets). Indestructible et inviolable, elle est formée de deux énormes caissons métalliques emboîtés.
Trois clefs la commandent, qui étaient réparties entre le président de l’Assemblée, son secrétaire et son archiviste. 
Installée en 1793 près de la salle des séances aux Tuileries, l’armoire de fer (distincte de celle de Louis XVI dissimulant aux Tuileries les papiers qu’il tenait à garder secrets quelques mois avant sa chute) prend place en 1848 dans la salle des Gardes, au premier étage de l’hôtel de Soubise — où sa collecte révolutionnaire est augmentée par Michelet[Qui ?] de pièces de l’Ancien régime considérées comme essentielles — puis au centre des « Grands dépôts » en 1866.
À l'été 2019, le mécanisme de serrurerie, vieillissant et endommagé, subit une profonde restauration.

## Contenu
Son contenu, maintes fois remanié, continue aujourd'hui de s’enrichir : les textes constitutionnels viennent rejoindre le mètre et le kilogramme étalons, le testament de Louis XIV, celui de Napoléon Ier, le journal de chasse de Louis XVI, la dernière lettre et la gazette des atours de Marie-Antoinette.
Ce tabernacle de l’histoire nationale, en lui-même meuble au destin historique singulier, n'est ouvert qu’en de rares occasions.
En octobre 2022 y sont déposées deux capsules contenant respectivement la Déclaration des droits de l'homme et du citoyen de 1789 et la Déclaration des droits de la femme et de la citoyenne d'Olympe de Gouges encodées sur ADN, une première mondiale pour un organisme d'archives publiques.

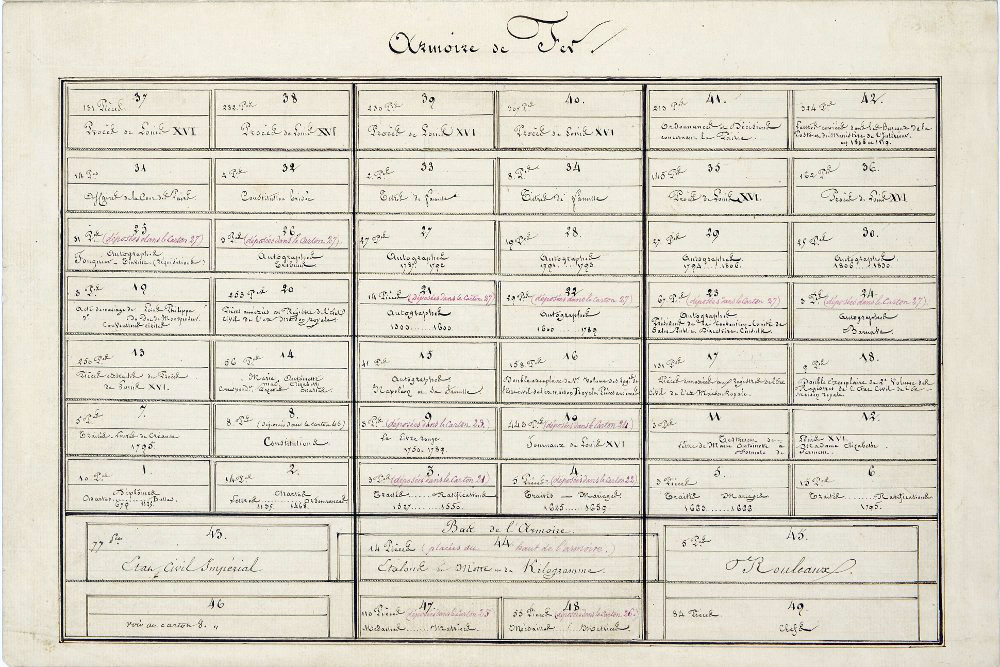
Relevé synoptique des cartons contenus dans l’armoire de fer, accompagnant une note explicative sur la procédure d’ouverture, 1849.